# Hadena hieroglyphera
Hadena hieroglyphera là một loài bướm đêm trong họ Noctuidae.